# 伯明翰古蘭經手稿

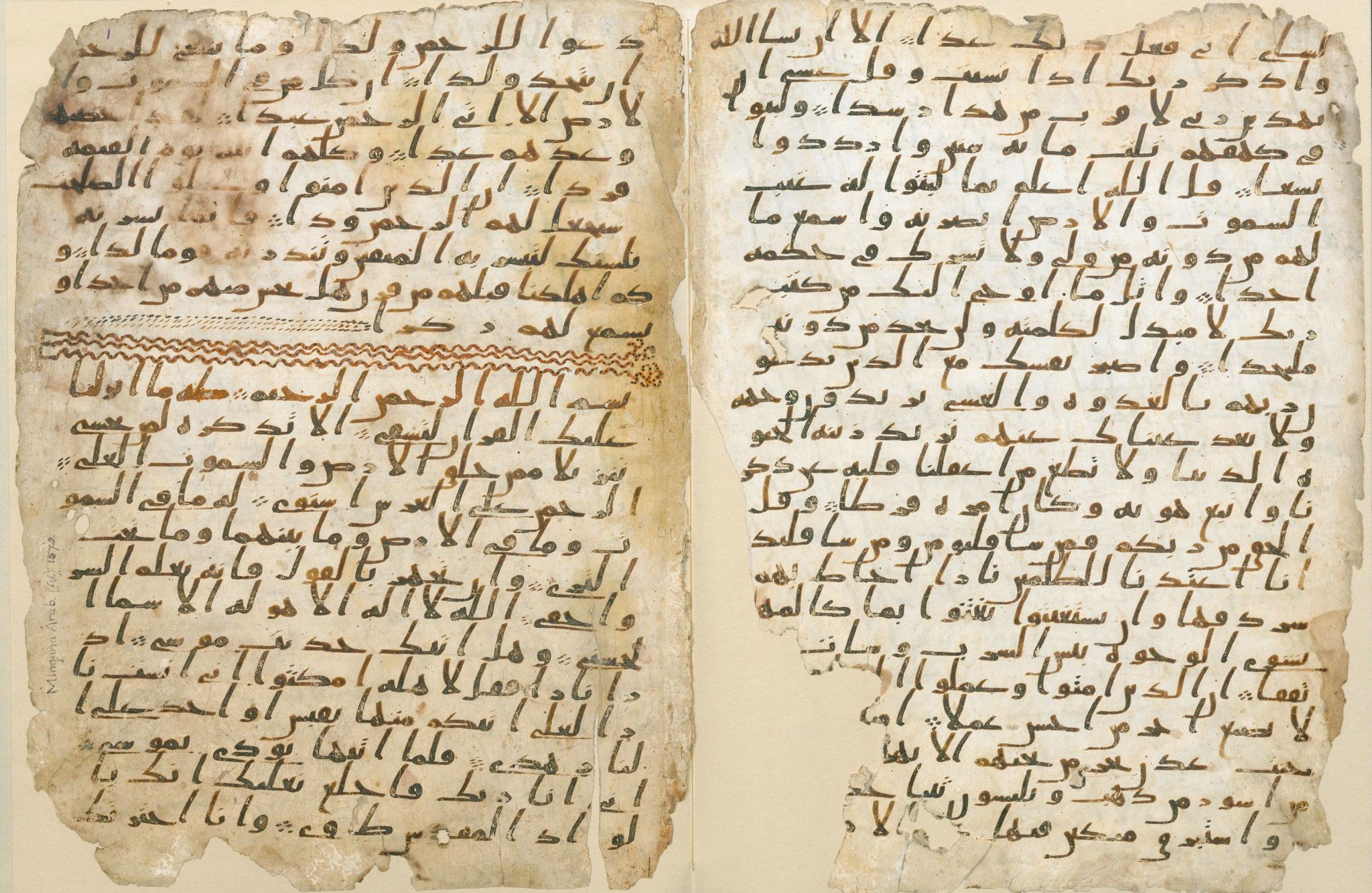
手稿

伯明翰古蘭經手稿，是指收藏在英國伯明翰大学的兩頁古兰经殘本手稿。2015年7月，經過放射性碳定年法測定，這兩頁殘本約當著於西元568至645年間，是已知尚存最古老的古蘭經手稿。

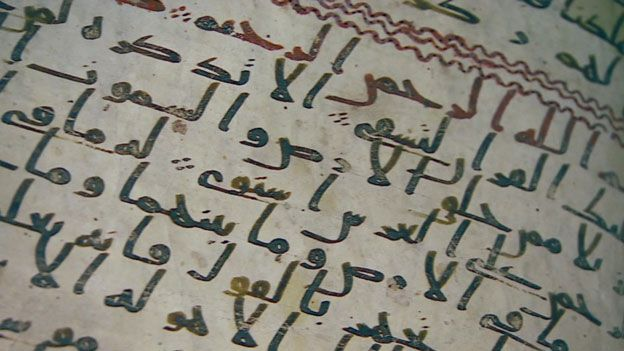
手稿的部份特寫

手稿使用油墨書寫在羊皮紙上，以阿拉伯语漢志字母編寫，至今仍清晰可見。